# Il Caffè (1953-1986)
Il Caffè è stata una rivista mensile, poi bimestrale, "di attualità e cultura" fondata da Giambattista Vicari nel marzo 1953 con il nome Venerdì il Caffè, e diretta da Giorgio Capuano e Romeo G. Giardini (pseudonimo dello stesso Vicari), poi dal 1955 diretta ufficialmente da Vicari con il proprio nome, quando la rivista diventa Il Caffè politico e letterario (cambierà ancora nome nel 1965 diventando Il Caffè letterario e satirico e nel 1972 diventando Il Caffè di letteratura e attualità). Cessò le pubblicazioni nel 1977. Fu un importante laboratorio culturale, unico in Italia, dedicato alla letteratura satirica, eccentrica, grottesca.

## Storia
Nata da un'idea di Giambattista Vicari (che allora collaborava come critico letterario alla "Settimana Incom"), conversando con Sergio Zavoli e Giorgio Prosperi al bar Rosati di Roma, è stata una rivista centrale (basta leggere l'elenco dei collaboratori) degli anni cinquanta-settanta del XX secolo. Nata in risposta al Neorealismo, di stampo dissacrante e non serioso, antiaccademica e libera, a tratti goliardica, è stata modello di diverse riviste successive e sede di molti esperimenti di avanguardia letteraria.
Nei primi anni ebbe taglio giornalistico, ma dal 1956 divenne una raffinata rivista letteraria (con una nuova impostazione grafica), ricchissima di illustrazioni di Jean-Michel Folon, Mino Maccari, Adriano Zannino, Saul Steinberg, Jacques-Armand Cardon, Roland Topor, Domenico Colantoni.
Dopo la scomparsa di Vicari nel 1978, ci furono due serie (1980-1981 e 1985-1986) con il nome Il Caffè. Periodico di letteratura satirica, grottesca ed eccentrica, dirette da Carlo Contreras e Cesare Landrini (insieme con Gaetano Rizzo Nervo), ma non si riuscì a farla decollare. In tutto sono usciti 92 fascicoli fino al 1965, poi dopo l'interruzione del 1966 39 numeri fino al 1975, 3 nel 1977, 3 tra il 1980 e il 1981, e 2 tra il 1985 e il 1986. L'archivio dedicato a Giambattista Vicari contiene anche tutti i documenti legati alla rivista (libri, carteggi, manoscritti), oltre alla catalogazione informatica della rivista e dei carteggi degli scrittori che vi hanno collaborato.